# Robando perchas del hotel
Robando perchas del hotel fue la gira que la banda Extremoduro realizó a finales de 2012. Comenzó el 7 de septiembre del 2012 en Sevilla (España) y terminó el 16 de diciembre en Montevideo (Uruguay). La gira debe su nombre a un artículo redactado por el periodista Juan José Millás. Fue la primera vez que la banda decidió girar por Hispanoamérica.
Tras lanzar Material defectuoso la banda no realizó ninguna gira, ni concedió entrevistas, ni ningún otro tipo de acto promocional. Un tiempo después, la banda anunció la gira y puso las entradas de ocho actuaciones en distintas ciudades españolas a la venta el 16 de mayo de 2012. Además se realizó una rueda de prensa virtual, respondiendo a preguntas que les hacían llegar por correo electrónico. Ante la demanda de entradas, se ampliaron las fechas con otra actuación al día siguiente en el mismo recinto en las ciudades de Sevilla, Valencia y Murcia.
Los conciertos programados en el Cuartel de Artillería en Murcia tuvieron que ser trasladados al Recinto ferial de Alcantarilla.
La gira gozó de un gran éxito llegando a vender más de 100.000 entradas solo en España, agotando la existencia de las mismas para casi todas las fechas, incluyendo la tercera edición del Festival En Vivo siendo ellos los cabeza de cartel, agotándose así todas las localidades disponibles por primera vez en la historia del festival.
Debido a la demanda de actuaciones por parte de países latinoamericanos se anunciaron actuaciones en Santiago de Chile, Buenos Aires, Rosario y Montevideo. Las entradas salieron el 29 de septiembre de 2012 excepto las de Chile que lo hicieron el 8 de octubre del mismo año. Tras agotar las entradas de Buenos Aires en poco tiempo, se añadió una segunda fecha en el mismo recinto.

## Fechas de la gira
| Fecha                    | Ciudad                     | País      | Lugar                                    | Asistencia    | Notas               |
| ------------------------ | -------------------------- | --------- | ---------------------------------------- | ------------- | ------------------- |
| Europa                   |                            |           |                                          |               |                     |
| 7 de septiembre de 2012  | Sevilla                    | España    | Auditorio Rocío Jurado                   | 8000          | Agotadas            |
| 8 de septiembre de 2012  | Sevilla                    | España    | Auditorio Rocío Jurado                   | 8000          | Agotadas            |
| 14 de septiembre de 2012 | Valencia                   | España    | Velódromo Luis Puig                      | 6000          | Agotadas            |
| 15 de septiembre de 2012 | Valencia                   | España    | Velódromo Luis Puig                      | 6000          | Agotadas            |
| 21 de septiembre de 2012 | Alcantarilla (Murcia)      | España    | Recinto Ferial                           | 12 000        |                     |
| 22 de septiembre de 2012 | Alcantarilla (Murcia)      | España    | Recinto Ferial                           | 14 000        |                     |
| 29 de septiembre de 2012 | Rivas-Vaciamadrid (Madrid) | España    | Auditorio Miguel Ríos (Festival En Vivo) | 55 000        | Agotadas (festival) |
| 6 de octubre de 2012     | Barcelona                  | España    | Parc del Forum                           | 35 000        |                     |
| 13 de octubre de 2012    | Cáceres                    | España    | Recinto Hípico                           | 15 000        | Agotadas            |
| 20 de octubre de 2012    | Baracaldo (Vizcaya)        | España    | Bilbao Exhibition Centre                 | 15 000        | Agotadas            |
| 27 de octubre de 2012    | La Coruña                  | España    | Coliseum                                 | 10 000        | Agotadas            |
| Sudamérica               |                            |           |                                          |               |                     |
| 8 de diciembre de 2012   | Santiago de Chile          | Chile     | Teatro La Cúpula                         | 1100          | Agotadas            |
| 10 de diciembre de 2012  | Buenos Aires               | Argentina | Teatro Flores                            | 1874          | Agotadas            |
| 11 de diciembre de 2012  | Buenos Aires               | Argentina | Teatro Flores                            | 1874          | Agotadas            |
| 14 de diciembre de 2012  | Rosario                    | Argentina | Willie Dixon                             | Cerca de 1400 |                     |
| 16 de diciembre de 2012  | Montevideo                 | Uruguay   | Teatro de Verano                         | 4235          | Agotadas            |

## Lista de canciones
| España |
| --- |
| Set 1 1. «El camino de las utopías» 2. «Ama, ama, ama y ensancha el alma» 3. «No me calientes que me hundo» 4. «Desarraigo» o «Mi espíritu imperecedero» [^] 5. «Calle esperanza s/n» u «Otra inútil canción para la paz» [^] 6. «Si te vas...» 7. «La vereda de la puerta de atrás» 8. «Contra todos» (inédita) 9. «Sucede» 10. «Ábreme el pecho y registra» 11. «Pedrá» (fragmento) Set 2 1. «Dulce introducción al caos» 2. «Primer movimiento: el sueño» 3. «Segundo movimiento: lo de fuera» 4. «Tercer movimiento: lo de dentro» 5. «Cuarto movimiento: la realidad» Set 3 1. «Cabezabajo» 2. «Bribribliblí» 3. «A fuego» 4. «Tango suicida» 5. «Me estoy quitando» 6. «So payaso" 7. «Puta" 8. «Standby» 9. «Salir» - ^ Dependiendo del concierto se interpretó una u otra. - El set 2 en algunos conciertos se intercambió por el set 3, pero siempre acabando con «Salir» |

| Festival En Vivo |
| --- |
| 1. «El camino de las utopías» 2. «Ama, ama, ama y ensancha el alma» 3. «No me calientes que me hundo» 4. «Mi espíritu imperecedero» 5. «Si te vas...» 6. «La vereda de la puerta de atrás» 7. «Contra todos» (inédita) 8. «Sucede» 9. «Ábreme el pecho y registra» 10. «Dulce introducción al caos" 11. «Primer movimiento: el sueño" 12. «Segundo movimiento: lo de fuera» 13. «Tercer movimiento: lo de dentro» 14. «Cuarto movimiento: la realidad» 15. «Cabezabajo" 16. «Bribribliblí» 17. «A fuego» 18. «Tango suicida» 19. «Puta» 20. «Standby» 21. «Salir» |

| Latinoamérica |
| --- |
| 1. «Sol de invierno» 2. «Sucede» o «Desarraigo» o «Tango suicida» [^] 3. «Buscando una luna» 4. «Mi espíritu imperecedero» 5. «Dulce introducción al caos» o «La vereda de la puerta de atrás» 6. «Primer movimiento: el sueño» 7. «Segundo movimiento: lo de fuera» 8. «Golfa» 9. «Standby» 10. «So payaso» 11. «Prometeo» 12. «Ábreme el pecho y registra» 13. «Cabezabajo» o «De acero» 14. «Quemando tus recuerdos» 15. «Jesucristo García» 16. «A fuego» 17. «Deltoya» 18. «Puta» 19. «Salir» 20. «Ama, ama, ama y ensancha el alma» 21. «Autorretrato» - ^ Se interpretaron dos de ellas, dependiendo del concierto. |